# Саркисян, Грачья
Грачья Саркисян (арм. Հրաչյա Սարգսյան; род. 13 февраля 1985, Ереван) — армянский политик. Мэр Еревана с 22 декабря 2021 по 17 марта 2023 года. Был избран заместителем мэра на досрочных выборах в городской совет Еревана 23 сентября 2018 года от альянса «Мой шаг», членом которой и является, а в октябре 2018 года был назначен заместителем мэра. Саркисян стал мэром 22 декабря 2021 года, когда на тот момент действующий мэр Айк Марутян потерял вотум доверия.

## Биография
Грачья Саркисян родился 13 февраля 1985 года в Ереване.
В 1991—1999 годах учился в ереванской средней школе № 185.
В 1999—2001 годах учился в базовой гимназии государственного инженерного университета Армении.
В 2001—2005 годах учился в государственном инженерном университете Армении, получил степень бакалавра в области инженерии по специальности Программное обеспечение вычислительной техники и автоматизированных систем.
В 2007—2009 годах учился в Академии государственного управления Армении, получил степень магистра по специальности Управление общественными финансами.
В 2003—2005 годах работал техником в ООО «Атак».
В 2010—2013 годах работал специалистом по кредитованию (от ведущего до главного специалиста) в ЗАО «БАНК ВТБ (АРМЕНИЯ)».
В 2013—2014 годах работал начальником департамента управления кредитными рисками по клиентам малого и среднего класса в ЗАО «Ардшинбанк».
В 2014—2018 годах работал начальником департамента управления рисками потребительского и ипотечного кредитования в ЗАО «Ардшинбанк».
Является основателем и членом политического совета партии «Аракелутюн».
В 2005—2007 годах служил в Вооружённых Силах РА Армии обороны НКР, был командиром танкового взвода. После демобилизации получил воинское звание лейтенанта.
По результатам выборов в Совет Старейшин Еревана, состоявшихся 23 сентября 2018 года, был избран членом Совета старейшин Еревана от блока «Мой шаг».
29 октября 2018 года решением Совета старейшин Еревана был назначен первым заместителем мэра Еревана.
22 декабря 2021 года на внеочередном заседании Совета старейшин Еревана был избран мэром Еревана.
17 марта 2023 года ушёл с поста мэра.
Женат, имеет одного ребёнка.